# فنسنت بيتي
فنسنت بيتي (بالفرنسية: Vincent Petit)‏ (2 يناير 1974 مونتوبان فرنسا - ) هو لاعب كرة قدم فرنسي، يلعب كمهاجم.

## روابط خارجية
- فنسنت بيتي على موقع قاعدة بيانات كرة القدم.إي يو (الإنجليزية)